# Sergei Wladimirowitsch Kotenko
Sergei Wladimirowitsch Kotenko (russisch Сергей Владимирович Котенко; * 2. Dezember 1956 in Almaty) ist ein ehemaliger sowjetischer Wasserballspieler. Bei Olympischen Spielen und bei Weltmeisterschaften gewann er je eine Gold- und eine Bronzemedaille. Bei Europameisterschaften erhielt er dreimal Gold und einmal Silber.

## Sportliche Karriere
Der 1,76 Meter große Kotenko spielte für Dinamo Alma-Ata.
Kotenko gehörte 1976 zur sowjetischen Nationalmannschaft bei den Olympischen Spielen in Montreal. Er wirkte dort in allen sieben Spielen mit und erzielte drei Tore. Die sowjetische Mannschaft belegte in der Vorrunde nur den dritten Platz hinter Niederländern und Rumänen. In den Platzierungsspielen erreichte die Mannschaft den achten Rang. Zwei Jahre später erreichte die sowjetische Mannschaft bei der Weltmeisterschaft 1978 in West-Berlin die Runde der besten vier Mannschaften dank der besseren Tordifferenz gegenüber der Mannschaft aus den Vereinigten Staaten. Mit einem Unentschieden und zwei Niederlagen in der Finalrunde wurde die Mannschaft Vierte hinter Italienern, Ungarn und Jugoslawen.
Bei den Olympischen Spielen 1980 in Moskau siegte die sowjetische Mannschaft vor den Jugoslawen und den Ungarn. Im letzten Spiel bezwang das bis dahin ungeschlagene sowjetische Team die jugoslawische Auswahl mit 8:7. Kotenko erzielte im Turnierverlauf neun Treffer, im Spiel gegen die Jugoslawen war er mit drei Toren bester Schütze seiner Mannschaft. Im Jahr darauf bei der Europameisterschaft 1981 in Split unterlag das Team aus der Sowjetunion am vierten von sieben Spieltagen der Mannschaft aus der Bundesrepublik Deutschland. Hinter den Deutschen erhielten die sowjetischen Spieler am Ende die Silbermedaille vor den Ungarn. Bei der Weltmeisterschaft 1982 in Guayaquil spielten vier Mannschaften in der Endrunde die Podestplätze unter sich aus. Die sowjetische Mannschaft erkämpfte den Titel vor den Ungarn, den Deutschen und den Niederländern. Beim Unentschieden gegen die Ungarn im letzten Spiel warf Kotenko zwei Tore. 1983 bei der Europameisterschaft in Rom gewann die sowjetische Mannschaft mit fünf Siegen und zwei Unentschieden den Europameistertitel vor den Ungarn und der spanischen Mannschaft. Nach 1966 und 1970 war dies der dritte Europameistertitel für die sowjetischen Wasserballspieler. 1984 konnte die sowjetische Mannschaft als amtierender Welt- und Europameister wegen des Olympiaboykotts nicht an den Olympischen Spielen in Los Angeles teilnehmen.
Bei der Europameisterschaft 1985 in Sofia gewann die sowjetische Mannschaft wie zwei Jahre zuvor fünf Spiele und erreichte zwei Unentschieden. Ungeschlagen verteidigte die Mannschaft ihren Europameistertitel vor den Jugoslawen und der Mannschaft aus der Bundesrepublik Deutschland. Im Jahr darauf bei der Weltmeisterschaft 1986 in Madrid belegte die sowjetische Mannschaft in der Vorrunde den zweiten Platz hinter dem Team aus den Vereinigten Staaten. Nach einer Halbfinalniederlage gegen die Jugoslawen traf die sowjetische Mannschaft im Spiel um Bronze wieder auf das US-Team. Diesmal gewannen die sowjetischen Spieler mit 8:6 nach Verlängerung, wobei Kotenko einen Treffer beisteuerte. Bei der Europameisterschaft 1987 in Straßburg blieb die sowjetische Mannschaft mit sechs Siegen und einem Unentschieden zum dritten Mal in Folge ungeschlagen. Sie gewann den Titel vor den Jugoslawen und den Italienern. Neben Kotenko waren Torhüter Jewgeni Scharonow sowie Georgi Mschwenijeradse und Sergei Naumow bei allen drei Europameistertiteln dabei. Bei den Olympischen Spielen 1988 in Seoul belegte die sowjetische Mannschaft in der Vorrunde den zweiten Platz hinter der Mannschaft aus der Bundesrepublik Deutschland und erreichte die Endrunde nur durch die bessere Tordifferenz gegenüber den Italienern. Nach einem 7:8 gegen das US-Team traf die sowjetische Mannschaft im Spiel um Bronze wieder auf die Deutschen und siegte mit 14:13. Mit zwölf Treffern im Turnierverlauf gehörte Kotenko noch einmal zu den besten Torschützen seiner Mannschaft, im Spiel um Bronze war er zweimal erfolgreich.